# 章立凡
章立凡（1950年7月- 2025年3月22日），浙江青田人，生于北京市，毕业于中国社会科学院近代史研究所，中国大陆历史学者、公共知识分子。

## 生平
章立凡生父是中国民主建国会创始人章乃器，母孫采蘋生於1911年，曾就讀於上海中國公學及早稻田大學，任教於重慶民衆教育舘及上海南通學院，1948年和丈夫馬廷英離異後，外遇已婚的章乃器，生下章立凡。臺灣作家亮軒是孫采蘋和馬廷英所生之子，是章立凡的同母異父兄長。
1950年，章立凡出生在北京市，曾經用名立凡。1957年，章乃器同章伯钧、储安平和罗隆基在反右運動中被划分为四大右派，毛泽东将章乃器、章伯钧和罗隆基划分为右派的老祖宗。1957年6月8日，中国共产党中央委员会刊布《关于组织力量准备反击右派分子进攻的指示》，《人民日报》发表社论《这是为什么？》，随后《新闻日报》刊布《关于“特殊材料制成的”——和章乃器先生商榷》，章乃器被彻底打倒，经常被拉去参加各种形式的批斗会；那时章立凡才7岁，父母已经分居。文化大革命中章乃器遭到冲击，章立凡因父亲身份的缘故也受到株连，曾遭关押。1977年5月13日，章乃器在北京医院地下室含冤病逝。文革结束之后，章立凡考入中国社会科学院近代史研究所，从事中国近代史研究。1989年六四天安門事件，章立凡应中共中央统一战线工作部的邀请，参与调停学潮。六四天安門事件结束后，章立凡受到压力，脱离体制，成为独立学者。
章立凡常接受海外传媒采访谈论时政，后来也于推特平台（2022年更名为X）发文。2024年9月8日，章立凡最后一次在X上发文。2025年6月，网传章立凡已于2025年3月22日病逝，后经《明报》证实，章立凡确已逝世，葬於九公山陵園。亦有传闻称其在2024年9月已离世。

## 思想

### 人民和公民
章立凡认为由于中国教育模式的天然缺陷，不允许独立思考者的存在，导致中国只有人民，没有公民，从而形成了今天的中国政治体制。

### 维权和维稳
章立凡认为政府一面侵害公民利益制造矛盾和不稳定，一面又用维稳来攫取更大利益，从而导致政府公信力丧失殆尽，“用纳税人的钱监控纳税人，是最愚蠢的政治”。

### 革命和改良
章立凡不希望中国爆发革命，对于社会上以暴抑暴的现象深表忧心，而改良和变革的中国政治体制才有希望避免革命。

## 作品
- . 北京市: 作家出版社. 2007: 290. ISBN 9787506338585.
- . 陕西省: 陕西师范大学出版社. 2004: 388. ISBN 9787561330586.